# Luigi Palma di Cesnola
Luigi Palma di Cesnola, född 29 juli 1832 i Rivarolo Canavese utanför Turin i dåvarande Kungariket Sardinien, död 20 november 1904, var en italiensk-amerikansk greve, militär, diplomat och amatörarkeolog.

## Biografi
Han tog värvning 1860 i nordamerikansk tjänst samt deltog på nordstaternas sida i kriget mot sydstaterna, varunder han avancerade till brigadgeneral och blev därefter utsedd av Abraham Lincoln till amerikansk konsul på Cypern 1865–1877, där han företog arkeologiska undersökningar på många platser och sammanförde en enastående samling, vars värde dock minskats genom bristen på dokumentation i samband utgrävningarna. Samlingen omfattade tusentals statyer och figurer, lampor, vaser, inskriptioner, guldsmycken med mera. Den såldes sedan. med början 1872 till Metropolitanmuseet i New York. Cesnola blev chef för museet 1879. Samlingarna har beskrivits av Cesnola själv i Atlas of the Cesnola collection (3 band, 1885–1913). Förutom dessa böcker har han skrivit Cyprus, its ancient cities, tombs and temples (1877).  Hans broder Alessandro Palma di Cesnola har som vicekonsul i Pafos likaledes företagit utgrävningar och publicerats sina resultat i böckerna Cyprus antiquities (1880) och History, treasures andantiquities of Salamis (1882).
Enligt Dictionary of Art Historians påstod Cesnola att han grävt på mer än femtio platser. Det är säkert att han gjorde fynd i Dali, Atheniu (Golgoi), Pafos, Amathus och Kourion (kurium). Han grävde upp över 35 000 föremål, varav cirka 22 000 såldes till Metropolitan Museum of Art i New York. Andra föremål såldes i London och Paris. Cesnola skrev en bok om sina utgrävningar med titeln Cypern och 1879 utsågs han till den första direktören för Metropolitan. Cesnolas samlingar från Cypern var utställda på huvudplatsen på första våningen. Konsthandlaren Gaston Feuardent  anklagade Cesnola för bedrägliga restaureringar av de cyprianska föremålen. Efter ett offentligt meningsutbyte stämdes Feuardent för förtal. Cesnola frikändes men domstolsdokument antyder att Feuardent var korrekt. Fler anklagelser om föremålens härkomst gjordes av Max Hermann Ohnefalsch-Richter. De kom in i en rapport till museet skriven av konstjournalisten William James Stillman. 1888 försökte Cesnola få sin museiitendent William Henry Goodyear, att bekräfta äktheten av några cypriotiska vaser som Goodyear bedömde som problematiska. Cesnola blev rasande när Goodyear inte ville uppfylla hans krav och därför utestängde Cesnola Goodyear från sitt arbetsrum tills Goodyear slutligen avgick. Strax före sin död var Cesnola en avgörande figur i beslutet att återlämna Ascoli-kopan till Italien. Kopan hade stulits från kyrkan i Ascoli och därefter köpts av J. P. Morgan. Cesnol dog i sin lägenhet på Seymour Hotel 72 år gammal. Han efterträddes på Metropolitan av Caspar Purdon Clarke från South Kensington Museum.

## Kritik mot Palma di Cesnola verksamhet som utgrävare
Redan under sin livstid utsattes Palma di Cesnola för skarpa anklagelser från kända arkeologer. Han anklagades för att ha utfört sina utgrävningar enbart för egen vinnings skull. Den vetenskapliga forskningen på Cypern hade lidit stor skada av utgrävningar som hade karaktären av skattjakt. Di Cesnola erbjöd sina kunder föremål som var så intakta som möjligt. men  han lät sätta ihop föremål från flera, ofta orelaterade fynd. Han förfalskade information om de platser där föremålen hade hittats så att deras ursprung är okänt och inte spårbart. Han sammanställde en serie fynd i sin pseudovetenskapliga publikation, som påstods komma från samma plats, men som istället representerade flera fyndorter. I sin bok History of American Archaeology in Cyprus beskriver Thomas W. Davis "Cesnolas skamlösa plundring av cypriotiska antikviteter". Han arbete är fortsatt en belastning för den amerikanska arkeologins ställning på Cypern. Detta är ett referat av tyska Wikipedias kritik mot di Cesnola. Även engelska wikipedia återger kritik av hans utgrävningar. Däremot finns inte ett spår av kritik på hans sida på Italienska wikipedia.